# U.S. Cremonese
Unione Sportiva Cremonese, thường được gọi là Cremonese, là một câu lạc bộ bóng đá Ý có trụ sở tại Cremona, Lombardia và hiện đang chơi ở Serie B.
Một số cầu thủ nổi tiếng từng chơi cho Cremonese gồm Pasquale Vivolo, Antonio Cabrini, Gustavo Dezotti, Anders Limpar, Enrico Chiesa, Gianluca Vialli, Giuseppe Favalli, John Aloisi và Władysław muda.

## Lịch sử
Cremonese đã thi đấu ở Serie A trong mùa đầu tiên (1929 -30) nhưng bước vào thời kỳ suy tàn kéo dài, mòn mỏi ở những giải đấu thấp hơn trước cuối những năm 1970. Đến năm 1984, họ đã thăng hạng lên Serie A, vào các mùa giải 1984-85, 1989, 1990 và 1991.
Cremonese đã có một giải đấu thành công tại Cúp Anh-Ý 1992/93, đánh bại Bari 4-1 trong trận bán kết, và Derby County 3-1 trong trận chung kết tại Sân vận động Wembley cũ: Người ghi bàn của Cremonese là Corrado Verdelli, Riccardo Maspero và Andrea Tentoni, với bàn thắng của Derby được ghi bởi Marco Gabbiadini.
Dưới thời Luigi Simoni, Cremonese trở lại Serie A năm 1993. Đội hình có chất lượng với các hậu vệ Luigi Gualco và Corrado Verdelli, cầu thủ chơi tiền vệ Riccardo Maspero và trung phong Andrea Tentoni và Matjaž Florijančič, Cremonese thi đấu thành công ở Serie A với vị trí thứ 10 năm 1993 vào sau đó xuống hạng năm 1996.
Sự xuống hạng dẫn đến sự suy thoái của câu lạc bộ, xuống Serie C2 vào năm 2000 trước khi thăng hạng liên tiếp trở lại Serie B vào năm 2005. Kể từ đó, Giovanni Dall'Igna, một hậu vệ khác từ Serie A, đã trở lại câu lạc bộ. Tuy nhiên, Cremonese đã xuống hạng Serie C1 trong mùa giải 2005/2006. Cremonese đã cố gắng trở lại Serie B kể từ: nỗ lực tốt nhất của họ là ở mùa giải 2009/10, khi họ bị Varese đánh bại trong trận chung kết play-off thăng hạng (2 - 1 chung cuộc).

## Giải thưởng

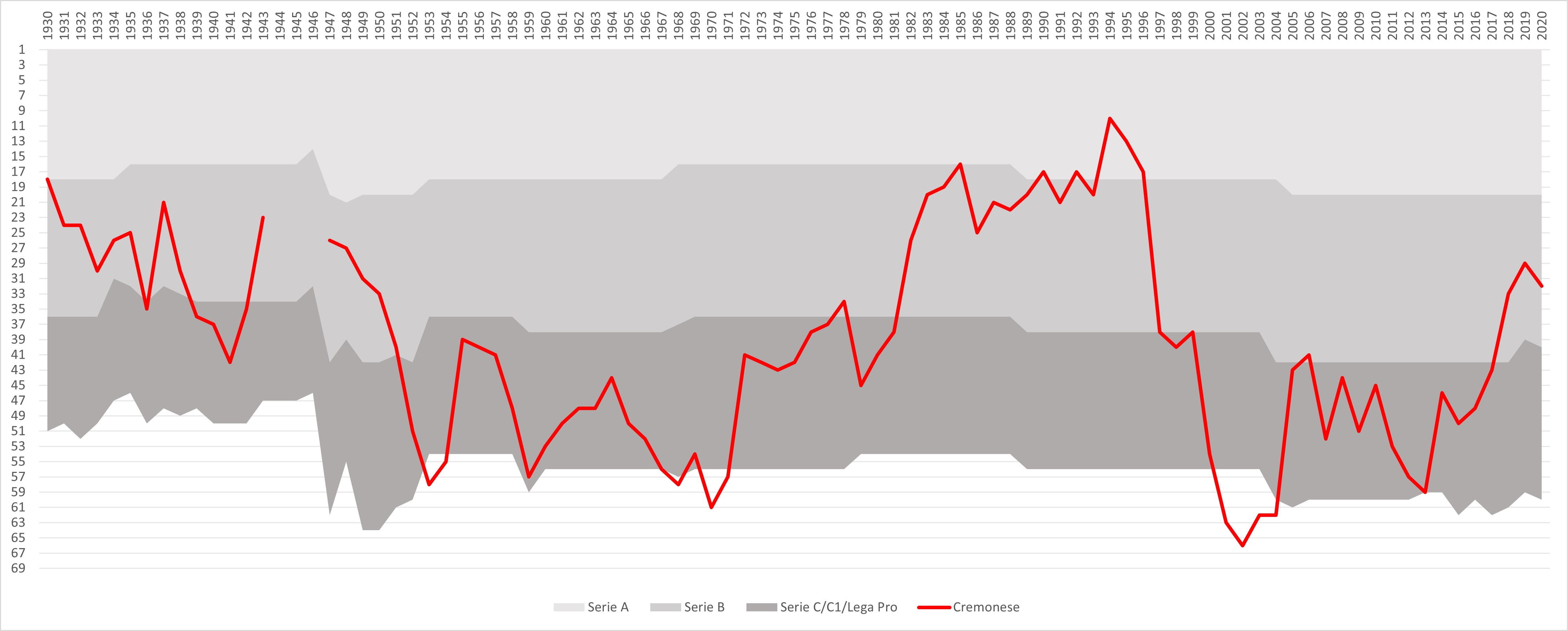
US Cremonese trong hệ thống giải đấu bóng đá Ý.

| Cấp độ     | Giải đấu                 | Danh hiệu | Mùa / năm                                                     |
| ---------- | ------------------------ | --------- | ------------------------------------------------------------- |
| Trong nước | Serie C                  | 3         | 1935 - 36 (Girone B), 1941-42 (Girone B), 1976 -77 (Girone A) |
| Trong nước | Lega Pro Prima Divisione | 1         | 2004-05 (Girone A)                                            |
| Trong nước | Serie D                  | 1         | 1953 - 54 (Girone C)                                          |
| Trong nước | Prima Categoria          | 1         | 1967 - 68 (Girone B)                                          |
| Quốc tế    | Cúp Anh-Ý                | 1         | 1992                                                          |

## Đội hình

### Đội hình hiện tại
Tính đến ngày 1/2/2024
Ghi chú: Quốc kỳ chỉ đội tuyển quốc gia được xác định rõ trong điều lệ tư cách FIFA. Các cầu thủ có thể giữ hơn một quốc tịch ngoài FIFA.
| Số | VT | Quốc gia               | Cầu thủ                        |
| -- | -- | ---------------------- | ------------------------------ |
| 1  | TM | Sénégal                | Fallou Sarr                    |
| 4  | HV | Ý                      | Luca Marrone (mượn từ Lecco)   |
| 5  | HV | Ý                      | Luca Ravanelli                 |
| 6  | TV | Cộng hòa Dân chủ Congo | Charles Pickel                 |
| 7  | TĐ | Uruguay                | César Falletti                 |
| 8  | TV | Ý                      | Michele Collocolo              |
| 9  | TĐ | Ý                      | Daniel Ciofani                 |
| 10 | TĐ | Ý                      | Cristian Buonaiuto             |
| 11 | TĐ | Ghana                  | Felix Afena-Gyan               |
| 13 | HV | Ý                      | Alessandro Tuia                |
| 15 | HV | Ý                      | Matteo Bianchetti (đội trưởng) |
| 17 | HV | Ý                      | Leonardo Sernicola             |
| 18 | HV | Ý                      | Paolo Ghiglione                |
| 19 | TV | Ý                      | Michele Castagnetti            |

| Số | VT | Quốc gia  | Cầu thủ                             |
| -- | -- | --------- | ----------------------------------- |
| 20 | TV | Argentina | Franco Vázquez                      |
| 21 | TM | Ý         | Gianluca Saro                       |
| 22 | TM | Đan Mạch  | Andreas Jungdal                     |
| 26 | HV | Bulgaria  | Valentin Antov (mượn từ Monza)      |
| 31 | HV | Ý         | Yuri Rocchetti                      |
| 32 | TV | Argentina | Gonzalo Abrego (mượn từ Godoy Cruz) |
| 33 | HV | Ý         | Giacomo Quagliata                   |
| 37 | TV | Slovenia  | Žan Majer                           |
| 44 | HV | Gruzia    | Luka Lochoshvili                    |
| 71 | TĐ | Na Uy     | Dennis Johnsen                      |
| 74 | TĐ | Ý         | Frank Tsadjout                      |
| 90 | TĐ | Ý         | Massimo Coda (mượn từ Genoa)        |
| 97 | TM | Ý         | Alessandro Livieri (mượn từ Pisa)   |
| 98 | TĐ | Ý         | Luca Zanimacchia                    |

### Các cầu thủ khác còn hợp đồng
Ghi chú: Quốc kỳ chỉ đội tuyển quốc gia được xác định rõ trong điều lệ tư cách FIFA. Các cầu thủ có thể giữ hơn một quốc tịch ngoài FIFA.
| Số | VT | Quốc gia | Cầu thủ              |
| -- | -- | -------- | -------------------- |
| —  | TV | Ý        | Francesco Cerretelli |

| Số | VT | Quốc gia | Cầu thủ         |
| -- | -- | -------- | --------------- |
| —  | TV | Ý        | Matteo Ghisolfi |

### Cho mượn
Ghi chú: Quốc kỳ chỉ đội tuyển quốc gia được xác định rõ trong điều lệ tư cách FIFA. Các cầu thủ có thể giữ hơn một quốc tịch ngoài FIFA.
| Số | VT | Quốc gia | Cầu thủ                                                            |
| -- | -- | -------- | ------------------------------------------------------------------ |
| —  | TV | Ý        | Filippo Nardi (tại Reggiana cho đến ngày 30 tháng 6 năm 2024)      |
| —  | HV | Ý        | Luca Munaretti (tại Renate cho đến ngày 30 tháng 6 năm 2024)       |
| —  | HV | Ý        | Lorenzo Bernasconi (tại Atalanta cho đến ngày 30 tháng 6 năm 2024) |
| —  | HV | Ý        | Mattia Scaringi (tại Novara cho đến ngày 30 tháng 6 năm 2024)      |
| —  | HV | Ý        | Daniel Frey (tại Gubbio cho đến ngày 30 tháng 6 năm 2024)          |

| Số | VT | Quốc gia | Cầu thủ                                                              |
| -- | -- | -------- | -------------------------------------------------------------------- |
| —  | TĐ | Ý        | Blue Mamona (tại Vis Pesaro cho đến ngày 30 tháng 6 năm 2024)        |
| —  | TV | Ý        | Fausto Perseu (tại Latina Calcio cho đến ngày 30 tháng 6 năm 2024)   |
| —  | TV | Ý        | Joshua Tenkorang (tại Lecco cho đến ngày 30 tháng 6 năm 2024)        |
| —  | TĐ | Ý        | Alberto Basso Ricci (tại Lumezzane cho đến ngày 30 tháng 6 năm 2024) |
| —  | TĐ | Ý        | Marco Zunno (tại Messina cho đến ngày 30 tháng 6 năm 2024)           |

## Huấn luyện viên
| Vị trí                  | Tên                                              |
| ----------------------- | ------------------------------------------------ |
| Huấn luyện viên trưởng  | Massimo Rastelli                                 |
| Trợ lý huấn luyện viên  | Dario Rossi                                      |
| Huấn luyện thể lực      | Fabio Esposito                                   |
| Huấn luyện viên thủ môn | David Dei                                        |
| Vật lý trị liệu         | Andrea Gualteri Carlo Bentivoglio Sandro Rivetti |
| Bác sĩ                  | Diego Giuliani                                   |